# Yassin Oukili
Yassin Oukili, né le 3 janvier 2001 à Amersfoort aux Pays-Bas, est un footballeur néerlando-marocain qui évolue au poste de milieu central au RKC Waalwijk.

## Biographie

### En club

#### Débuts et formation au Vitesse Arnhem (2013-2021)
Yassin Oukili débute le football dans le club amateur du PVCV Vleuten avant de signer en 2013 dans les catégories inférieures des Alphense Boys. En 2016, il intègre le centre de formation du Vitesse Arnhem. Le 25 mai 2019, il fait ses débuts avec l'équipe réserve du Vitesse Arnhem en D3 néerlandaise. Lors de la présaison 2019-20, il figure parmi l'équipe première du Vitesse Arnhem. 
Le 14 décembre 2019, il fait ses débuts professionnels avec l'équipe première du Vitesse Arnhem en championnat face au FC Twente en entrant en jeu à la 76ème minute à la place de Patrick Vroegh (victoire, 0-3).

#### RKC Waalwijk (depuis 2021)
Le 20 janvier 2021, il s'engage quatre saisons au RKC Waalwijk, club promu en Eredivisie. Le 21 août 2021, il fait ses débuts avec le RKC Waalwijk face au SC Heerenveen (défaite, 3-2). Le 15 décembre 2021, il marque son premier but professionnel en Coupe des Pays-Bas face au Harkemase Boys (victoire, 0-5).

### En sélection
Possédant la double nationalité néerlandaise et marocaine, Yassin Oukili peut prétendre à des sélections néerlandaises et marocaines. Il reçoit sa première sélection en 2017 avec l'équipe des Pays-Bas -16 ans.
Le 3 octobre 2021, il figure dans la liste des convoqués de l'équipe du Maroc olympique entraînée par Hicham Dmii pour un stage de préparation au Centre sportif de Maâmora à Salé.
Le 15 septembre 2022, il est convoqué par Hicham Dmii avec le Maroc olympique pour une double confrontation face au Sénégal olympique dans le cadre d'un stage de préparation pour les qualifications aux Jeux olympiques d'été de 2024.

## Palmarès
- 2023 : Dans l'équipe-type du mois de décembre 2023 en Eredivisie[2].